# Vol Aeroflot 3739
Le vol Aeroflot 3739 donne lieu à un détournement d'avion en Union soviétique le 8 mars 1988,. 

## L'incident
Un Tu-154 de la compagnie soviétique Aeroflot, effectuant un vol intérieur entre l'aéroport international d'Irkoutsk, l'aéroport de Kourgan et l'aéroport international Pulkovo de Léningrad, est détourné par les onze membres de la famille Ovetchkine, dont la mère Ninel et ses dix enfants (sept garçons et trois filles),. Sous la menace des armes à feu et des bombes artisanales introduites à bord les terroristes tentent de détourner l'avion vers Londres, mais l'équipage réussit à atterrir à l'aéroport de Vechtchevo, à 23 kilomètres à l'est de Vyborg dans l'oblast de Léningrad, faisant croire aux terroristes qu'ils se trouvent à l’aéroport de Kotka en Finlande pour ravitaillement en carburant. Quand les Ovetchkine aperçoivent par les hublots au sol les uniformes soviétiques ils comprennent qu'on prépare l'assaut. Ils tentent d'enfoncer la porte de la cabine de pilotage et tuent d'un coup de feu l'une des hôtesses. Ils font exploser une bombe qui provoque un départ de feu dans la cabine. Dans la fumée trois passagers trouveront la mort. Voyant l'échec de leur entreprise, la mère Ovetchkine, Ninel, ordonne à l'un de ses fils de la tuer, de tuer les frères ainés et de se suicider ensuite, ce qu'il met en exécution provocant ainsi cinq autres morts. Dans l'assaut mené par les forces de la milice inexpérimentée dix-sept personnes sont blessées, dont deux terroristes, deux miliciens et quinze passagers.

## Dans la culture
En 1989, le réalisateur letton Hercs Franks réalise un documentaire Il était une fois les sept frères Siméon décrivant d'abord la carrière musicale de l'ensemble musical Sept Siméons dont faisaient partie les frères Ovetchkine, puis, la tentative de détournement d'avion.
En 1999, le réalisateur russe Denis Evstigneïev consacre à l'affaire son film Maman qui parle notamment du rôle de la mère, Ninel Ovetchkine dans la préparation de ce crime.